# Machi Tawara
Machi Tawara (俵 万智, Tawara Machi), née le 31 décembre 1962 à Kadoma, est une traductrice et poétesse japonaise.

## Biographie
À l'âge de 14 ans, elle déménage à Fukui. En 1981, elle entre à l'université Waseda et commence à écrire des tankas sous l'influence du poète Yukitsuna Sasaki. En 1985 elle termine ses études. Elle travaille comme professeur de lycée à Kanagawa jusqu'en 1989, où elle enseigne le japonais.
En 1986 elle reçoit le 32e prix Kadokawa de tankas avec le matin d'août (八月の朝, Hachi-gatsu no asa).
En 1987 son premier recueil l'anniversaire de la salade (サラダ記念日, Sarada Kinenbi) est publié. Cette œuvre obtient un grand succès, vendue à 2,8 millions d'exemplaires au Japon.
En 1989, elle quitte son travail de professeur pour devenir indépendante. En 1991 elle publie son deuxième recueil de tankas, et en 1997 son troisième, La révolution du chocolat (チョコレート革命, Chokorēto kakumei).
Elle est devenue mère célibataire en 2003.
En 2004 elle a sorti son premier roman Triangle (トリアングル, Torianguru), qui a été adapté en film sous le titre TANNKA.

## Œuvres principales
- L'anniversaire de la salade (サラダ記念日, Sarada Kinenbi?), Kawade Shobō Shinsha, 1987
- La révolution du chocolat (チョコレート革命, Chokorēto kakumei?), Kawade Shobō Shinsha, 1997
- Le nez de Winnie l'ourson (プーさんの鼻, Pū-san no hana?), Bungeishunjū, 2005

## Prix et récompenses
- Le prix Kadokawa de tankas : le matin d'août (1986)
- Le prix d'association de poètes japonais contemporains : l'anniversaire de la salade[5] (1988)
- Le prix Murasaki Shikibu : Le cher conte de Genji[6] (2003)
- Le prix Bokusui Wakayama : Le nez de Winnie l'ourson[7](2006)

## Tankas
- ≪「嫁さんになれよ」なんて　カンチューハイ二本で言ってしまっていいの≫

(L'anniversaire de la salade, 1987)
Traduction
Peut-on dire “Deviens ma femme!”
après 2 cannettes de liqueur gazeuse.
- ≪男ではなくて大人の返事する君にチョコレート革命起こす≫

(La révolution du chocolat, 1997)
Traduction
Tu es un homme pour moi
Mais tu réponds en adulte
Donc je fais une « révolution de chocolat » pour toi.
Ou, plus littéralement
Je te ferai une révolution de chocolat
À toi qui me fais des réponses
Qui sont celles d'un adulte et non d'un homme.
Explication
Elle est tombée amoureuse d’un homme marié, et aimerait pouvoir être intime avec lui. Mais comme il est marié, ce dernier lui parle comme un adulte à un autre, c'est-à-dire dans le langage poli, formel (plus ou moins équivalent au vouvoiement français). C'est pourquoi, insatisfaite, elle décide de faire changer les choses en lançant sa "révolution". Le chocolat renvoie ici à la coutume japonaise d'offrir du chocolat à l'élu de son cœur pour lui déclarer sa flamme.[réf. nécessaire].